# 多特峰
多特峰（英語：Dot Peak）是南極洲的山峰，位於奧次地，處於布朗山脈東部，海拔高度1,450米，是庫珀冰原島峰的最高點，由威靈頓維多利亞大學的探險隊繪入地圖，現時由南極條約體系管理。